# Cluzobra dureti
Cluzobra dureti är en tvåvingeart som beskrevs av Loïc Matile 1996. Cluzobra dureti ingår i släktet Cluzobra och familjen svampmyggor. Inga underarter finns listade i Catalogue of Life.